# Manilkara
Manilkara is een geslacht van bomen uit de familie Sapotaceae. Ze komen voor in de tropen.
Een aantal soorten heeft eetbare vruchten, waaronder de sapodilla (Manilkara sapota).

## Lijst van soorten
| Manilkara adolfo-friederici (Engl. & K.Krause) H.J.Lam Manilkara altissima (Engl.) H.J.Lam Manilkara amazonica (Huber) Standl. Manilkara angolensis Lecomte ex Pellegr. Manilkara argentea Pierre ex Dubard Manilkara aubrevillei Sillans Manilkara balata (Aubl.) Dubard Manilkara bella Monach. Manilkara bequaertii (De Wild.) H.J.Lam Manilkara bidentata (A.DC.) A.Chev. Massaranduba (hout) Manilkara boivinii Aubrév. Manilkara bojeri (A.DC.) H.J.Lam Manilkara bolivarensis T.D.Penn. Manilkara breviloba Gilly Manilkara butugi Chiov. Manilkara calcicola (Pittier) Gilly Manilkara calderonii Gilly Manilkara calophylloides H.J.Lam Manilkara capuronii Aubrév. Manilkara casteelsii (De Wild.) H.J.Lam Manilkara cavalcantei Pires & Rodrigues ex T.D.Penn. Manilkara chicle (Pittier) Gilly – Chicle Manilkara concolor (Harv. ex C.H.Wr.) Gerstn. Manilkara celebica H.J.Lam Manilkara conzattii Gilly Manilkara cordifolia P.Royen Manilkara costata Dubard Manilkara cuneifolia Dubard Manilkara dardanoi Ducke Manilkara darienensis (Pittier) Standl. Manilkara dawei (Stapf) Chiov. Manilkara decrescens T.D.Penn Manilkara discolor (Sond.) J.H.Hemsl. Manilkara dissecta Dubard Manilkara doeringii (Engl. & K.Krause) H.J.Lam Manilkara duckei Monach. Manilkara dukensis (Engl. & K.Krause) H.J.Lam Manilkara duplicata (Sessé & Moc.) Dubard Manilkara eickii (Engl.) H.J.Lam Manilkara elata (Allemão ex Miq.) Monach. Manilkara excelsa (Ducke) Standl. Manilkara excisa (Urb.) H.J.Lam Manilkara fasciculata (Warb.) H.J.Lam & Maas Geester. Manilkara fischeri (Engl.) H.J.Lam Manilkara floribunda (Mart.) Dubard Manilkara fouilloyana Aubrév. & Pellegr. Manilkara frondosa (Hiern) H.J.Lam Manilkara gaumeri Gilly Manilkara gonavensis (Urb. & Ekman) Gilly ex Cronquist Manilkara grisebachii (Pierre) Dubard Manilkara guillotii (Hochr.) H.J.Lam Manilkara hexandra (Roxb.) Dubard – Palai, Palu or Rayan Manilkara hoshinoi (Kaneh.) P.Royen Manilkara howardii Gilly Manilkara huberi (Ducke) A.Chev. Manilkara ilendensis (Engl.) H.J.Lam Manilkara inundata (Ducke) Ducke ex Monach. Manilkara jaimiqui (C.Wright) Dubard – Wild Dilly Manilkara kanosiensis H.J.Lam & B.Meeuse – Torem or Sawai Manilkara kauki (L.) Dubard – Caqui or Wongi Manilkara koechlinii Aubrév. & Pellegr. Manilkara kribensis (Engl.) H.J.Lam Manilkara kurziana H.J.Lam & B.Meeuse Manilkara lacera Dubard Manilkara laciniata (Lecomte) P.Royen Manilkara letestui Aubrév. & Pellegr. Manilkara letouzei Aubrév. Manilkara littoralis Dubard | Manilkara longiciliata Ducke Manilkara longifolia (A.DC.) Dubard Manilkara longistyla (De Wild.) C.M.Evrard Manilkara lososiana Kenfack & Ewango Manilkara mabokeensis Aubrév. Manilkara macaulayae (Hutch. & Corbishly) H.J.Lam Manilkara maclaudii Pierre ex Lecomte Manilkara matanou Aubrév. & Pellegr. Manilkara maxima T.D.Penn Manilkara mayarensis (Ekman ex Urb.) Cronquist Manilkara menyhartii (Engl.) H.J.Lam Manilkara meridionalis Gilly Manilkara microphylla Aubrév. & Pellegr. Manilkara mochisia (Bak.) Dubard Manilkara multifida T.D.Penn Manilkara multinervis Dubard Manilkara napali P.Royen Manilkara natalensis Dubard Manilkara nato-lahyensis P.Royen Manilkara nicholsonii A.E.van Wyk Manilkara nitida (Sessé & Moc.) Dubard Manilkara obovata (Sabine & G.Don) J.H.Hemsl. Manilkara pancheri Dubard Manilkara paraensis (Huber) Standl. Manilkara pleeana (Pierre ex Baill.) Cronquist Manilkara pellegriniana Tisserant & Sillans Manilkara perrieri Aubrév. Manilkara pobeguinii Pierre ex Dubard Manilkara propinqua (S.Moore) H.J.Lam Manilkara pubicarpa Monach. Manilkara remotifolia Pierre ex Dubard Manilkara rojasii Gilly Manilkara roxburghiana (Wight) Dubard Manilkara rufula (Miq.) H.J.Lam Manilkara sahafarensis Aubrév. Manilkara salzmannii (A.DC.) H.J.Lam Manilkara samoensis H.J.Lam & B.Meeuse Manilkara schweinfurthii Dubard Manilkara seretii (De Wild.) H.J.Lam Manilkara sideroxylon (Hook.) Dubard Manilkara siqueiraei Ducke Manilkara smithiana H.J.Lam & Maas Geester. Manilkara sohihy Aubrév. Manilkara spectabilis (Pittier) Standl. Manilkara spiculosa (Hutch. & Corbishly) H.J.Lam Manilkara staminodella Gilly Manilkara striata Gilly Manilkara suarezensis Aubrév. Manilkara subsericea (Mart.) Dubard Manilkara sulcata Dubard Manilkara surinamensis (Miq.) Dubard Manilkara sylvestris Aubrév. & Pellegr. Manilkara tabogaensis Gilly Manilkara tampoloensis Aubrév. Manilkara teysmanni Dubard Manilkara thouvenotii (Lecomte) P.Royen Manilkara triflora (Allemão) Monach. Manilkara udoido Kaneh. Manilkara umbraculigera (Hutch. & Corbishly) H.J.Lam Manilkara valenzuelana (A.Rich.) T.D.Penn. Manilkara vitiensis (H.J.Lam & v.Olden) B.Meeuse Manilkara welwitschii Dubard Manilkara williamsii Standl. Manilkara wrightiana (Pierre) Dubard Manilkara zanzibarensis Dubard Manilkara zapota (L.) P.Royen Sapodilla Manilkara zenkeri Lecomte ex Aubrév. & Pellegr. |